# 新波克罗夫斯基农村居民点
新波克罗夫斯基农村居民点（俄语：Новопокровское сельское поселение）是俄罗斯联邦沃罗涅日州新霍皮奥尔斯克区所属的一个农村居民点。其下辖有8个居民点，行政中心为新波克罗夫斯基。据2016年统计，该农村居民点的人口为1411人。